# Еухеніо Монтеро Ріос
Еухеніо Монтеро Ріос (ісп. Eugenio Montero Ríos; 13 листопада 1832 — 12 травня 1914) — іспанський правник, державний і політичний діяч, міністр юстиції, розвитку, голова Верховного суду, голова Сенату, голова уряду Іспанії 1905 року.

## Життєпис
Вивчав право в університеті міста Сантьяго-де-Компостела. Був професором канонічного права в Ов'єдо, потім в alma mater, а пізніше — в Мадриді. 1846 року брав участь у виступах проти режиму Нарваеса.
Після революції 1868 року був обраний до лав Установчих зборів. Від січня 1870 до січня 1871 року був міністром юстиції в кабінеті Жоана Прима. На тій посаді, ведучи боротьбу за відокремлення церкви від держави, підготував закони про шлюб і реєстрацію актів цивільного стану.
Після зречення короля Амадео I 1873 року Монтеро Ріос супроводжував свого суверена до Лісабона. Після реставрації Бурбонів долучився до партії Пракседеса Матео Сагасти. В кабінетах останнього був міністром розвитку, після чого очолював Верховний суд. Ще пізніше (1892-1893) був міністром юстиції.
На посту голови Сенату очолював іспанську делегацію на перемовинах про мир між Іспанією та США. В результаті було підписано Паризьку мирну угоду, що ознаменувала завершення Іспансько-американської війни. Відповідно до положень тієї угоди Іспанія булла змушена відмовитись від своїх останніх колоній у Вест-Індії, Азії й Тихоокеанському регіоні.
23 червня 1905 року Монтеро Ріос сформував власний уряд, але вийшов у відставку вже на початку грудня того ж року після відмови короля покарати винуватців у нападі на редакцію каталонського сатиричного тижневика ¡Cu-Cut!.